# Asymmetrione foresti
Asymmetrione foresti là một loài chân đều trong họ Bopyridae. Loài này được Bourdon miêu tả khoa học năm 1968.